# 佐藤浩一
佐藤 浩一（さとう こういち、1962年2月 - ）は、日本の心理学者。群馬大学教授。専門は認知心理学、発達心理学。

## 来歴・人物
- 1962年2月　出生。
- 1984年　新潟大学人文学部行動科学課程卒業。
- 1990年　大阪大学大学院人間科学研究科博士後期課程単位取得退学。

大阪大学人間科学部助手、日本学術振興会特別研究員を経て、現在群馬大学教授。認知心理学、発達心理学の講義を開講している。
《担当講義》 
- 人間を理解する　〜クリティカル・シンキング入門〜
- 心理学 / 学習心理学演習A
- 心理学 / 学習心理学演習B
- 教育の基礎理論(発達) / 教育心理学A
- 保育内容の指導法／幼児の学習（一）
- 保育内容の指導法／幼児の学習（二）

## 専門分野
- 実験系心理学
- 教育・社会系心理学
- 幼児の学習（文体）

（日常認知、日常記憶、自伝的記憶）

## 著書

### 単著
- 何を伝えるのか、何が伝わるのか （若き認知心理学者の会（著）「認知心理学者 教育を語る」北大路書房　1993年）
- 心理学実験法 （大山正・中島義明（編）「実験心理学への招待」サイエンス社　1993年）
- 自伝的記憶 （相馬芳明・本田仁視（監訳）「認知神経心理学」医学書院　1996年）
- 日常認知の心理学　（1章「日常認知研究の意義と方法」2・3節 p.7-16，5章「自伝的記憶」p.70-87　執筆) （北大路書房　2002年）
- 記憶－覚えることの仕組み （金沢忠博(他)「こころを探る9つの扉」学術図書出版　1994年）
- 記憶のしくみ （橋本憲尚（編）「テキスト心理学－心の理解を求めて」ミネルヴァ書房　2000年）
- 認知心理学を語る1 おもしろ記憶のラボラトリー　(森敏昭編　「自伝的記憶－思い出は、かくのごとく」p.15-36執筆) （北大路書房　2001年）
- 材料に特異的な記憶 （相馬芳明・本田仁視（監訳）「認知神経心理学」医学書院　1996年）
- 心理学辞典 （有斐閣, 「一時記憶」他39項目　1999年）
- さまよえる青少年の心－アイデンティティの病理　（谷冬彦・宮下一博（編著），「解離性同一性障害」の項執筆，p.35） （北大路書房　2004年）

## 所属学会
- 日本心理学会
- 日本基礎心理学会
- 日本教育心理学会
- 関西心理学会
- 日本発達心理学会
- 日本認知科学会
- 日本認知心理学会